# Andrzej Żurek
Andrzej Żurek (ur. 1 listopada 1946 w Krakowie, zm. 17 czerwca 2017 w Rząsce) – polski brydżysta, Arcymistrz.

## Życiorys
W 1966 wstąpił do Polskiego Związku Brydża Sportowego (PZBS). Był instruktorem II klasy, zwycięzcą turniejów krajowych i międzynarodowych w tym między innymi zdobywcą Pucharu Polski. W sezonie 1981/1982 był zdobywcą drużynowego Mistrzostwa Polski z Czarnymi Słupsk, z tym samym klubem uplasował się również w 1982 roku na 3. miejscu w Drużynowego Pucharu Europy, w San Remo we Włoszech. Związany był z Towarzystwem Sportowym Wisła Kraków.
Syn Jakuba i Janiny.